# 大拉布湖
53°18′29″N 12°57′13″E / 53.30806°N 12.95361°E

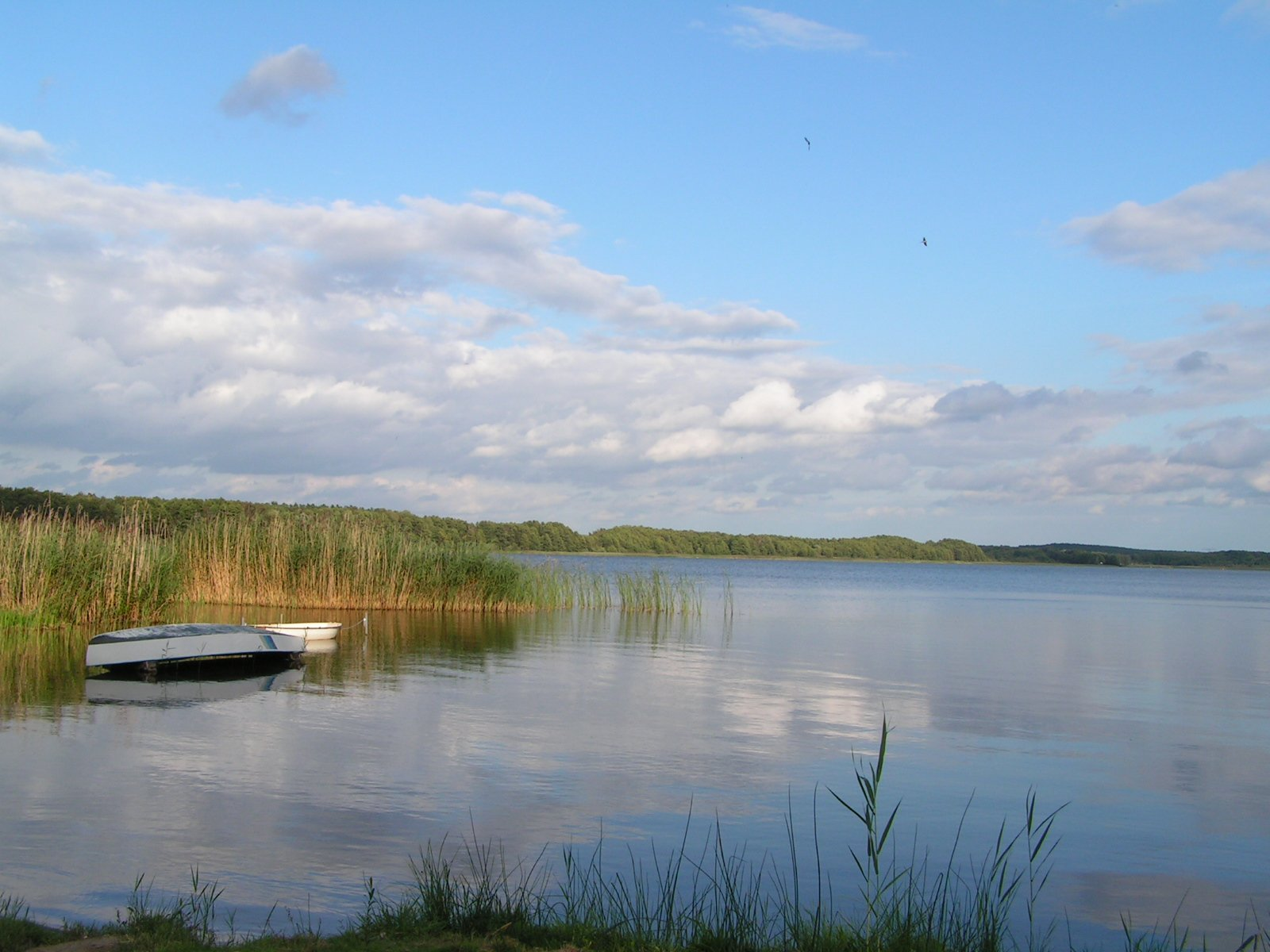

大拉布湖是德國的湖泊，由梅克倫堡-前波莫瑞負責管轄，長2.46公里、寬2.28公里，面積3.33平方公里，海拔高度57.5米，平均水深4.1米，最大水深11.9米，蓄水量1,368萬立方米。